# Alfons Dorfner
Alfons Dorfner (n. 27 ianuarie 1911, Lembach im Mühlkreis⁠(d), Austria Superioară, Austria – d. 22 ianuarie 1982, Linz, Austria) a fost un canoist ce a reprezentat Austria, medaliat olimpic. A participat la o ediție a Jocurilor Olimpice (1936) în care a câștigat o medalie de aur.

## Participări
Lista de mai jos prezintă principalele competiții la care a participat Alfons Dorfner de-a lungul carierei.
- Olympische Sommerspiele 1936/Kanu – Zweier-Kajak 1000 m (Männer)[*]